# جاگوار (ریزمعماری)

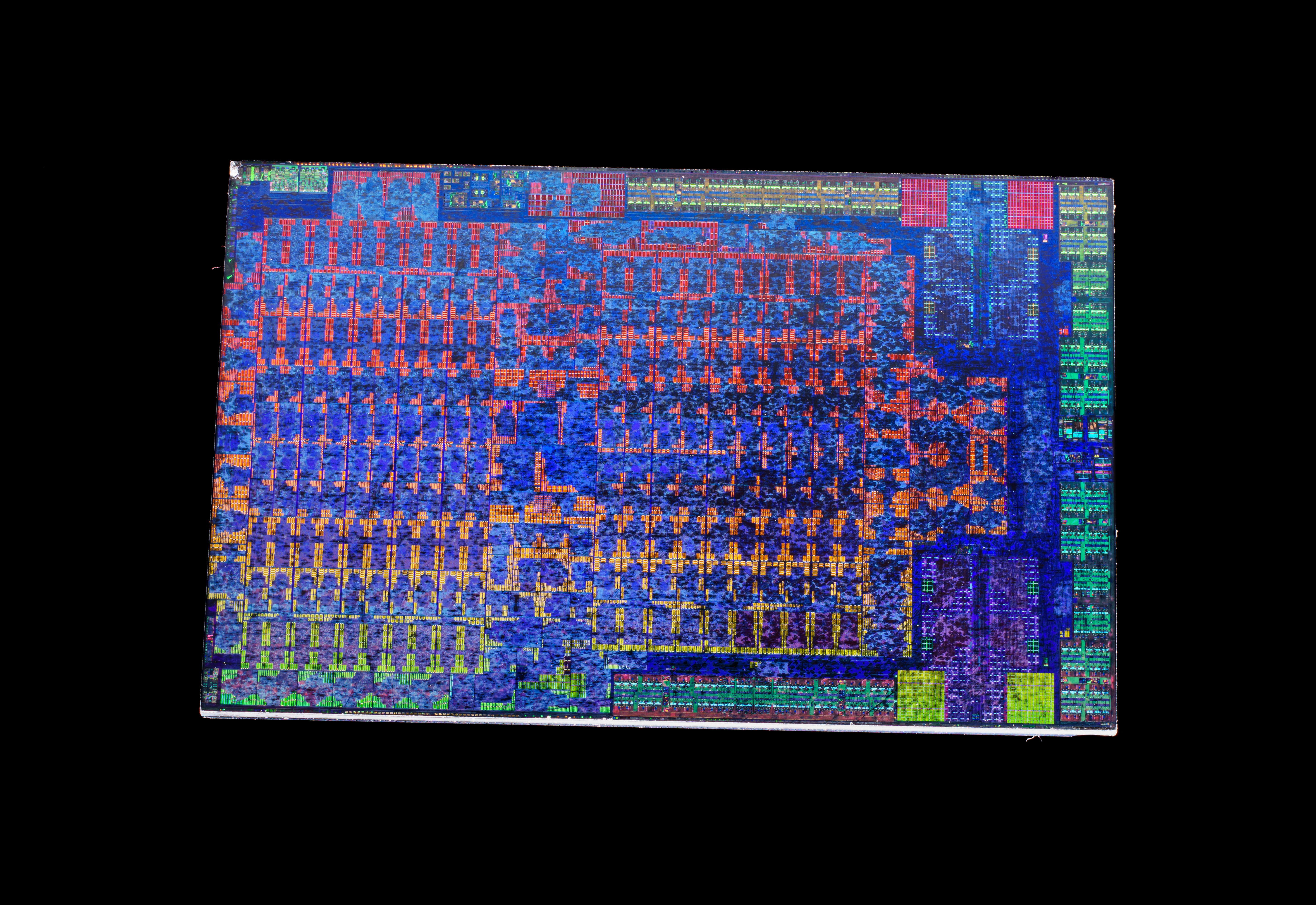
جاگوار (ریزمعماری)

جاگوار (انگلیسی: Jaguar) یک مجموعه ریزمعماری طراحی و سفارشی‌شده توسط شرکت ای‌ام‌دی است. شالودهٔ اصلی این ریزمعماری بر پایه واحد پردازش سریع ای‌ام‌دی مشهور به بابکت می‌باشد و در نهایت با ترکیب مجموعه پوما در سال ۲۰۱۴ به اوج تکامل رسید. شهرت این ریزپردازنده در نوع سفارشی آن است که در کنسول‌های پلی‌استیشن ۴ و همین‌طور اکس‌باکس وان با گرافیک قدرتمند تری نسبت به تراشه‌های تجاری این شرکت مورد استفاده قرار گرفت